# Rain Man
Rain Man – amerykański dramat filmowy z 1988 roku w reżyserii Barry’ego Levinsona. Zdjęcia kręcono w stanach: Kalifornia (Santa Ana, Los Angeles), Ohio (Cincinnati), Nevada (Las Vegas), Oklahoma, Indiana i Kentucky.
Główny bohater filmu jest autystycznym sawantem. Jego pierwowzorem był Kim Peek, upośledzony i niezwykle uzdolniony człowiek, najprawdopodobniej w spektrum autyzmu, który był również sawantem.

## Fabuła
Po śmierci ojca Charlie Babbit (Tom Cruise) – młody yuppie z kłopotami finansowymi – dowiaduje się, że zapisał on swój majątek ekskluzywnemu domowi psychiatrycznemu. Charlie, skłócony z ojcem za jego życia, rusza na miejsce, by wykłócać się o spadek i dowiaduje się, że ma o 20 lat starszego, autystycznego, brata (Dustin Hoffman). Porywa go i rusza w podróż po Stanach Zjednoczonych. Ich wspólna wędrówka uświadomi Charliemu, że jego dotychczasowe życie było oparte na błędnych wartościach i fascynacjach.

## Obsada
- Dustin Hoffman jako Raymond Babbitt
- Tom Cruise jako Charlie Babbitt
- Valeria Golino jako Susanna
- Gerald R. Molen jako dr Bruner
- Lucinda Jenney jako Iris
- Ralph Seymour jako Lenny

## Nagrody i nominacje
Oscary za rok 1988
- Najlepszy film – Mark Johnson
- Najlepsza reżyseria – Barry Levinson
- Najlepszy scenariusz oryginalny – Ronald Bass i Barry Morrow
- Najlepszy aktor – Dustin Hoffman
- Najlepsze zdjęcia – John Seale (nominacja)
- Najlepsza scenografia i dekoracje wnętrz – Ida Random i Linda DeScenna (nominacja)
- Najlepsza muzyka – Hans Zimmer (nominacja)
- Najlepszy montaż – Stu Linder (nominacja)

Złote Globy 1989
- Najlepszy dramat
- Najlepszy aktor dramatyczny – Dustin Hoffman
- Najlepsza reżyseria – Barry Levinson (nominacja)
- Najlepszy scenariusz – Ronald Bass i Barry Morrow (nominacja)

Nagrody BAFTA 1989
- Najlepszy scenariusz oryginalny – Ronald Bass i Barry Morrow (nominacja)
- Najlepszy montaż – Stu Linder (nominacja)
- Najlepszy aktor – Dustin Hoffman (nominacja)

Cezary 1989
- Najlepszy film zagraniczny (nominacja)

39. MFF w Berlinie
- Złoty Niedźwiedź – Barry Levinson